# Беляев, Сергей Николаевич
Серге́й Никола́евич Беляев (8 мая 1960, Ташкент — 6 сентября 2020, Алма-Ата) — заслуженный мастер спорта Казахстана по пулевой стрельбе, двукратный серебряный призёр Олимпийских игр 1996 года.

## Биография
Участник и призёр ряда международных соревнований.
На этапе Кубка мира 1988 года в Мехико победил, установив два мировых рекорда: лёжа (397 очков) и с колена (395 очков).
На Олимпиаде — 1996 в Атланте был серебряным призёром в двух видах: стрельба из произвольной винтовки с 50 м (3 положения) и стрельба из произвольной винтовки с 50 м (лёжа).
Имеет государственную награду Республики Казахстан — медаль «Еңбек сіңірген» (1994). Лауреат молодёжной премии «Дарын» (1994).
Воинское звание — капитан ВВ МВД РК.
Имеет два высших образования: Рудненский индустриальный институт (1982, горный инженер) и Казахская академия спорта и туризма (2005, тренер-преподаватель).
С 1997 года — старший тренер спортивного общества «Динамо» и старший тренер сборной РК по пулевой стрельбе.